# Tennessee occidentale

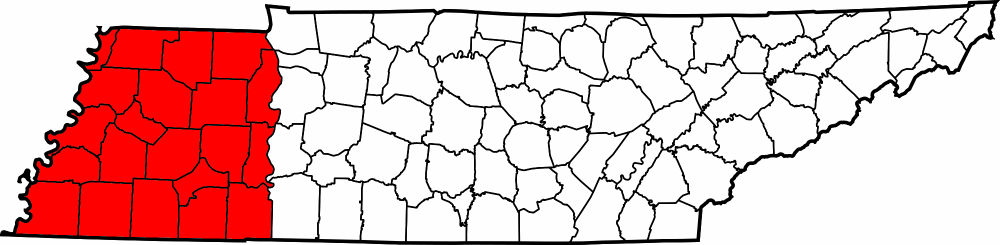
La mappa del Tennessee occidentale

Il Tennessee occidentale (West Tennessee in inglese) è una delle tre grandi divisioni dello Stato del Tennessee. Dei tre, è quella che viene definita più chiaramente geograficamente. I suoi confini sono il fiume Mississippi a ovest e il fiume Tennessee a est. I confini di questa regione sono stati leggermente ampliati per comprendere tutta la contea di Hardin, che è divisa in due dal fiume Tennessee. Gli stati del Kentucky e del Mississippi forniscono i rispettivi confini nord e sud, con l'eccezione di una porzione della contea di Lauderdale, Alabama, che si trova a sud-est della contea di Hardin. La regione è composta da ventuno contee.
A differenza delle divisioni geografiche della maggior parte degli stati, il termine "Tennessee occidentale" ha un significato giuridico oltre che socioeconomico. Il Tennessee occidentale, il Tennessee centrale e il Tennessee orientale sono le tre grandi divisioni del Tennessee. Secondo la Costituzione dello Stato, non più di due dei cinque giudici della Corte Suprema del Tennessee possono essere residenti di una qualsiasi grande divisione e la Corte Suprema ruota riunendosi in tribunali in ciascuna delle tre divisioni. L'edificio della Corte Suprema per il Tennessee occidentale si trova a Jackson. Regole simili si applicano anche ad alcune altre commissioni statali e consigli, per evitare che mostrino pregiudizi geografici.
Il Tennessee occidentale è leggermente più popoloso e più piccolo nella zona terrestre rispetto alle altre due grandi divisioni. Al tempo del censimento del 2000, il Tennessee occidentale aveva 1.499.802 abitanti che vivono nelle sue 21 contee, e queste hanno una superficie di circa 27.582 km² (10.650 miglia quadrate). La popolazione del Tennessee occidentale era circa il 26,4% del totale dello Stato, e la sua area territoriale è di circa il 25,8% della superficie dello Stato. La densità di popolazione del Tennessee occidentale era di circa 140 persone per miglio quadrato (54,4 persone per chilometro quadrato) al momento del censimento del 2000. Dei circa 1,5 milioni di persone che vivevano nel Tennessee occidentale al tempo del censimento del 2000, circa 650.000 di coloro che vivevano a Memphis, o circa il 43,3% della popolazione della grande divisione.